# Treizième circonscription de la préfecture de Chiba
La treizième circonscription de la préfecture de Chiba (千葉県第13区, Chiba-ken dai-jūsan-ku) est l'une des quatorze circonscriptions législatives que compte la préfecture de Chiba au Japon.

## Description géographique
Entre 2002 et 2013, la treizième circonscription de la préfecture de Chiba regroupait les villes de Kamagaya, Inzai, Shiroi et Tomisato, le district d'Inba et le bourg de Shōnan (ja) dans le district de Higashikatsushika (ja).
Entre 2013 et 2022, elle comprenait une partie des villes de Funabashi et Kashiwa, les villes de Kamagaya, Inzai, Shiroi et Tomisato et le district d'Inba,.
Depuis 2022, elle réunit les villes d'Abiko, Kamagaya, Inzai, Shiroi et Tomisato et le district d'Inba,.

## Députés
| Législature | Début de mandat | Fin de mandat | Député élu             | Parti politique | Parti politique |
| ----------- | --------------- | ------------- | ---------------------- | --------------- | --------------- |
| 43e         | 2003            | 2005          | Yukio Jitsukawa (ja)   |                 | PLD             |
| 44e         | 2005            | 2009          | Yukio Jitsukawa (ja)   |                 | PLD             |
| 45e         | 2009            | 2012          | Yasuhiko Wakai (ja)    |                 | PDJ             |
| 46e         | 2012            | 2014          | Takaki Shirasuka (ja)  |                 | PLD             |
| 47e         | 2014            | 2017          | Takaki Shirasuka (ja)  |                 | PLD             |
| 48e         | 2017            | 2021          | Takaki Shirasuka (ja)  |                 | PLD             |
| 49e         | 2021            | 2024          | Hisashi Matsumoto (ja) |                 | PLD             |
| 50e         | 2024            | -             | Hisashi Matsumoto (ja) |                 | PLD             |